# Wereldkampioenschappen baanwielrennen 2019
De wereldkampioenschappen baanwielrennen 2019 worden van woensdag 27 februari tot en met zondag 3 maart 2019 gehouden in BGŻ Arena in de Poolse stad Pruszków. Er staan twintig onderdelen op het programma, tien voor mannen en tien voor vrouwen.

## Belgische deelnemers
De Belgische selectie voor het wereldkampioenschap ziet er als volgt uit:
- Sprintonderdelen vrouwen: Nicky Degrendele
- Duuronderdelen mannen: Kenny De Ketele, Moreno De Pauw, Lindsay De Vylder, Robbe Ghys, Gerben Thijssen, Fabio Van Den Bossche en Sasha Weemaes.
- Duuronderdelen vrouwen: Shari Bossuyt, Gilke Croket, Jolien D'Hoore, Annelies Dom en Lotte Kopecky.

## Nederlandse deelnemers
De Nederlandse selectie voor het wereldkampioenschap ziet er als volgt uit:
- Sprintonderdelen mannen: Roy van den Berg, Harrie Lavreysen, Jeffrey Hoogland, Matthijs Büchli, Sam Ligtlee en Theo Bos.
- Sprintonderdelen vrouwen: Kyra Lamberink, Laurine van Riessen, Hetty van de Wouw en Shanne Braspennincx.
- Duuronderdelen mannen: Roy Eefting, Jan-Willem van Schip en Yoeri Havik.
- Duuronderdelen vrouwen: Kirsten Wild en Amy Pieters.

## Wedstrijdschema
|  | Wedstrijden | F | Finales |

| Datum →              | 27 feb | 27 feb | 28 feb | 28 feb | 1 mrt | 1 mrt | 2 mrt | 2 mrt | 3 mrt | 3 mrt |
| Onderdeel ↓          | M      | A      | M      | A      | M     | A     | M     | A     | M     | A     |
| -------------------- | ------ | ------ | ------ | ------ | ----- | ----- | ----- | ----- | ----- | ----- |
| 1 km tijdrit         |        |        |        |        | Q     | F     |       |       |       |       |
| Ind. achtervolging   |        |        |        |        | Q     | F     |       |       |       |       |
| Keirin               |        |        |        | F      |       |       |       |       |       |       |
| Omnium               |        |        |        |        |       |       |       | F     |       |       |
| Puntenkoers          |        |        |        |        |       | F     |       |       |       |       |
| Scratch              |        |        |        | F      |       |       |       |       |       |       |
| Sprint               |        |        |        |        |       |       |       |       |       | F     |
| Ploegenachtervolging | Q      | R1     |        | F      |       |       |       |       |       |       |
| Teamsprint           |        | F      |        |        |       |       |       |       |       |       |
| Koppelkoers          |        |        |        |        |       |       |       |       |       | F     |

| Datum →              | 27 feb | 27 feb | 28 feb | 28 feb | 1 mrt | 1 mrt | 2 mrt | 2 mrt | 3 mrt | 3 mrt |
| Onderdeel ↓          | M      | A      | M      | A      | M     | A     | M     | A     | M     | A     |
| -------------------- | ------ | ------ | ------ | ------ | ----- | ----- | ----- | ----- | ----- | ----- |
| 500m tijdrit         |        |        |        |        |       |       | Q     | F     |       |       |
| Ind. achtervolging   |        |        |        |        |       |       | Q     | F     |       |       |
| Keirin               |        |        |        |        |       |       |       |       |       | F     |
| Omnium               |        |        |        |        |       | F     |       |       |       |       |
| Puntenkoers          |        |        |        |        |       |       |       |       |       | F     |
| Scratch              |        | F      |        |        |       |       |       |       |       |       |
| Sprint               |        |        |        |        |       | F     |       |       |       |       |
| Ploegenachtervolging | Q      |        |        | F      |       |       |       |       |       |       |
| Teamsprint           |        | F      |        |        |       |       |       |       |       |       |
| Koppelkoers          |        |        |        |        |       |       |       | F     |       |       |

## Medailles

### Mannen
| Onderdeel            | Goud | Goud                                                                         | Zilver | Zilver                                                               | Brons | Brons                                                                                    |
| -------------------- | ---- | ---------------------------------------------------------------------------- | ------ | -------------------------------------------------------------------- | ----- | ---------------------------------------------------------------------------------------- |
| Sprint               | NED  | Harrie Lavreysen                                                             | NED    | Jeffrey Hoogland                                                     | POL   | Mateusz Rudyk                                                                            |
| 1 km tijdrit         | FRA  | Quentin Lafargue                                                             | NED    | Theo Bos                                                             | FRA   | Michaël D'Almeida                                                                        |
| Achtervolging        | ITA  | Filippo Ganna                                                                | GER    | Domenic Weinstein                                                    | ITA   | Davide Plebani                                                                           |
| Ploegenachtervolging | AUS  | Sam Welsford, Kelland O'Brien, Leigh Howard, Alexander Porter, Cameron Scott | GBR    | Ethan Hayter, Ed Clancy, Kian Emadi, Charlie Tanfield, Oliver Wood   | DEN   | Lasse Norman Hansen, Julius Johansen, Rasmus Pedersen, Casper von Folsach, Niklas Larsen |
| Teamsprint           | NED  | Roy van den Berg, Harrie Lavreysen, Jeffrey Hoogland, Matthijs Büchli        | FRA    | Grégory Baugé, Quentin Lafargue, Sébastien Vigier, Michaël D'Almeida | RUS   | Denis Dmitrjev, Alexander Sharapov, Pavel Jakoesjevski                                   |
| Keirin               | NED  | Matthijs Büchli                                                              | JPN    | Yudai Nitta                                                          | GER   | Stefan Bötticher                                                                         |
| Scratch              | AUS  | Sam Welsford                                                                 | NED    | Roy Eefting                                                          | NZL   | Thomas Sexton                                                                            |
| Puntenkoers          | NED  | Jan-Willem van Schip                                                         | ESP    | Sebastián Mora                                                       | IRL   | Mark Downey                                                                              |
| Koppelkoers          | GER  | Roger Kluge, Theo Reinhardt                                                  | DEN    | Lasse Norman Hansen Casper von Folsach                               | BEL   | Kenny De Ketele Robbe Ghys                                                               |
| Omnium               | NZL  | Campbell Stewart                                                             | FRA    | Benjamin Thomas                                                      | GBR   | Ethan Hayter                                                                             |

- Renners van wie de namen schuingedrukt staan kwamen in actie tijdens minimaal één ronde maar niet tijdens de finale.

### Vrouwen
| Onderdeel            | Goud | Goud                                                                           | Zilver | Zilver                                                         | Brons | Brons                                                                              |
| -------------------- | ---- | ------------------------------------------------------------------------------ | ------ | -------------------------------------------------------------- | ----- | ---------------------------------------------------------------------------------- |
| Sprint               | HKG  | Wai Sze Lee                                                                    | AUS    | Stephanie Morton                                               | FRA   | Mathilde Gros                                                                      |
| 500m tijdrit         | RUS  | Darja Sjmeleva                                                                 | UKR    | Olena Starikova                                                | AUS   | Kaarle McCulloch                                                                   |
| Achtervolging        | AUS  | Ashlee Ankudinoff                                                              | GER    | Lisa Brennauer                                                 | GER   | Lisa Klein                                                                         |
| Ploegenachtervolging | AUS  | Annette Edmondson, Ashlee Ankudinoff, Georgia Baker, Amy Cure, Alexandra Manly | GBR    | Laura Kenny, Katie Archibald, Elinor Barker, Eleanor Dickinson | NZL   | Michaela Drummond, Bryony Botha, Holly Edmondston, Kirstie James, Rushlee Buchanan |
| Teamsprint           | AUS  | Kaarle McCulloch, Stephanie Morton                                             | RUS    | Darja Sjmeleva, Anastasia Vojnova                              | GER   | Emma Hinze, Miriam Welte                                                           |
| Keirin               | HKG  | Wai Sze Lee                                                                    | AUS    | Kaarle McCulloch                                               | RUS   | Darja Sjmeleva                                                                     |
| Scratch              | GBR  | Elinor Barker                                                                  | NED    | Kirsten Wild                                                   | BEL   | Jolien D'Hoore                                                                     |
| Puntenkoers          | AUS  | Alexandra Manly                                                                | IRL    | Lydia Boylan                                                   | NED   | Kirsten Wild                                                                       |
| Koppelkoers          | NED  | Kirsten Wild, Amy Pieters                                                      | AUS    | Amy Cure, Georgia Baker                                        | DEN   | Amalie Dideriksen, Julie Leth                                                      |
| Omnium               | NED  | Kirsten Wild                                                                   | ITA    | Letizia Paternoster                                            | USA   | Jennifer Valente                                                                   |

### Medaillespiegel
| Plaats | Land                | Goud | Zilver | Brons | Totaal |
| 1      | Nederland           | 6    | 4      | 1     | 11     |
| 2      | Australië           | 6    | 3      | 1     | 10     |
| 3      | Hongkong            | 2    | 0      | 0     | 2      |
| 4      | Duitsland           | 1    | 2      | 3     | 6      |
| 5      | Frankrijk           | 1    | 2      | 2     | 5      |
| 6      | Verenigd Koninkrijk | 1    | 2      | 1     | 4      |
| 7      | Rusland             | 1    | 1      | 2     | 4      |
| 8      | Italië              | 1    | 1      | 1     | 3      |
| 9      | Nieuw-Zeeland       | 1    | 0      | 2     | 3      |
| 10     | Denemarken          | 0    | 1      | 2     | 3      |
| 11     | Ierland             | 0    | 1      | 1     | 2      |
| 12     | Japan               | 0    | 1      | 0     | 1      |
| 12     | Spanje              | 0    | 1      | 0     | 1      |
| 12     | Oekraïne            | 0    | 1      | 0     | 1      |
| 15     | België              | 0    | 0      | 2     | 2      |
| 16     | Verenigde Staten    | 0    | 0      | 1     | 1      |
| 16     | Polen               | 0    | 0      | 1     | 1      |
| Totaal | Totaal              | 20   | 20     | 20    | 60     |